# ドイツの警察

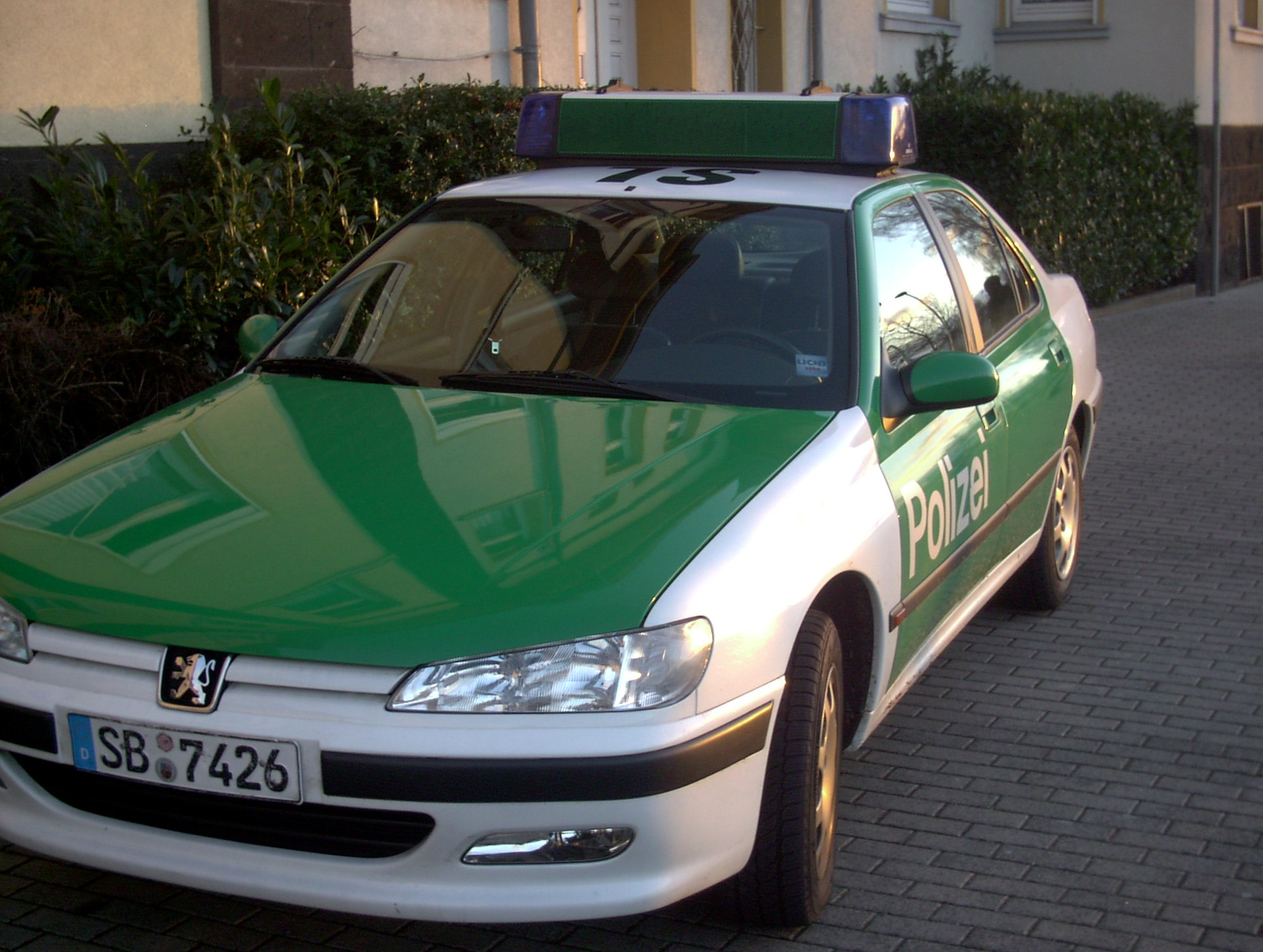
白と緑の古い塗装のザールラントの警察車両

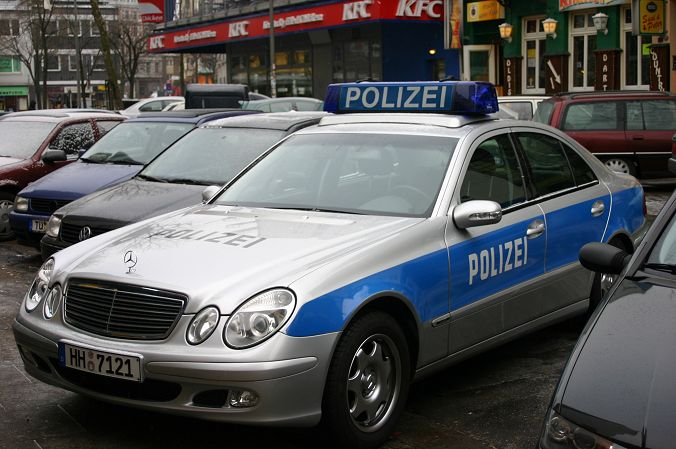
ハンブルクの新しい白と青の警察車両

本項では、ドイツ連邦共和国の警察について述べる。
ドイツ連邦共和国はその名の通り連邦制をとっており、基本法に特に規定がない限り、権限は基本的にそれぞれの州に属している。警察についても、基本法第70条第1項に基づき、犯罪捜査および防止は州の警察組織（州警察）の権限となる。しかし例外的に、基本法第87条に規定がある「刑事警察の中央官庁」と「連邦国境警備官庁」の2つのみ、連邦政府の法執行機関として設置されている。またこのほか、一部の地域では、自治体警察も設置されている。

## 連邦政府の法執行機関
連邦刑事庁（Bundeskriminalamt, BKA）
刑事警察の中央官庁。各州の犯罪捜査機関である州刑事庁（Landeskriminalamt）を調整・支援するとともに、国際刑事警察機構（ICPO）や欧州刑事警察機構（ユーロポール）の国家中央事務局として国際協力にも当たっている。
連邦警察（Bundespolizei, BPOL）
連邦国境警備官庁として設置された連邦国境警備隊（Bundesgrenzschutz）を改称して設置された警備警察組織。国境警備や施設警備などを担っており、対テロ特殊部隊たるGSG-9も設置されている。また国際連合における平和維持活動や情報収集活動支援も行なっている。
また連邦憲法擁護庁（BfV）は、連邦政府の国内情報機関として公安警察の機能の一部を果たしているが、ナチス・ドイツ時代の反省から、法執行機関とは明確に分離されている。

## 州警察
上記の経緯により、地域の一般警察業務を一手に担うのが州警察（Landespolizei）である。それぞれの州法によって規定されているため、組織の名称や機能は州によって異なるが、おおむね下記のような部門が設置されている。
- 保安警察（Schutzpolizei, SchuPo、シュポ） - 制服警官による外勤部門
- 刑事警察（Kriminalpolizei, KriPo、クリポ）- 私服勤務員（刑事）による犯罪捜査部門
- 機動隊（Bereitschaftspolizei, BePo、ベポ） - 集団警備力を担う警備警察部隊
- 水上警察（Wasserschutzpolizei、WSP、ヴェー・エス・ペー）

## 自治体警察
ドイツ連邦共和国の建国前後、いくつかの都市・自治体では、独自の警察組織が設置された。1970年代に行われた警察組織の大規模な再編成の過程で、これらはおおむね州警察に統合されていった。しかし現在でもいくつかの自治体では、市公安局（Ordnungsamt）や市警察（Stadtpolizei）といった自治体警察が存続している。これらの警察組織の業務は、おおむね交通巡視や駐車監視、違法なごみ廃棄や落書きの監視などといった行政警察活動に限定され、職員も非武装の事が多いが、場合により刑事警察も所掌して、フランクフルト市警察（Stadtpolizei Frankfurt）のように拳銃を携行した要員を擁する場合もある。

## 検事局
各級裁判所に付属する検事局(Staatsanwaltschaft) は、警察の捜査結果をまとめ、犯罪の起訴を取り扱う。

## 人権の侵害
被逮捕者の虐待に関する報告が時折でてくるが、ドイツの警察は通常、個人の人権を尊重する。（詳細はドイツにおける人権 (en:Human rights in Germany) 参照。）